# حزمة ليفية

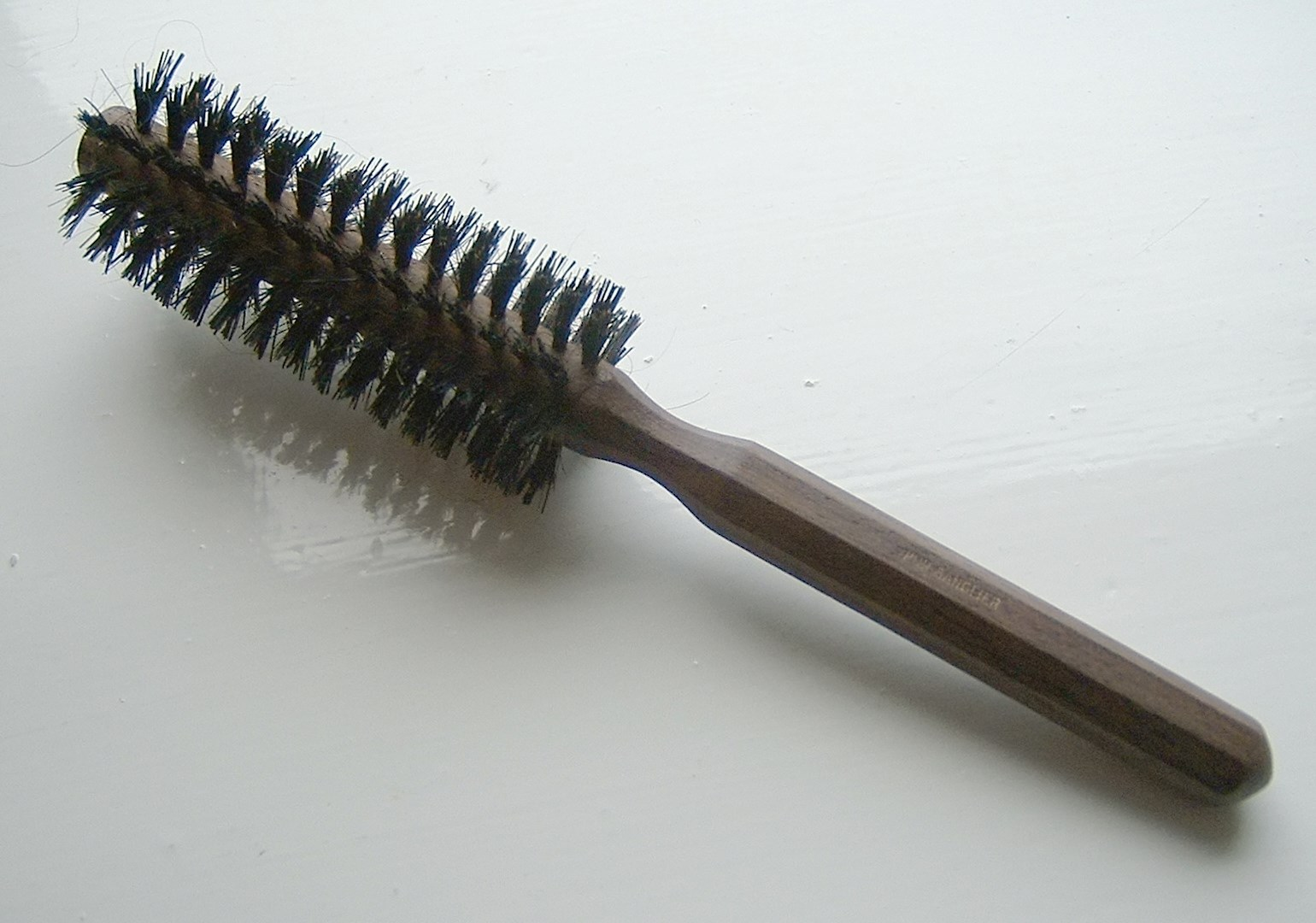
فرشاة شعر تظهر القصد من الحزمة الليفية.

في الرياضيات، وبشكل خاص في الطوبولوجيا، الحزمة الليفية(بالإنجليزية: fibre bundle)‏ هي عبارة عن فضاء يبدو محليا كفضاء جداء. لكنه بشكل كلي قد يحوي بنية طبولوجية مختلفة حيث فد لا يكون بشكل كلي هوموموفي مع فضاء الجداء. كل حزمة ليفية تتكون من تطبيق غامر مستمر:
{\displaystyle \pi :E\longrightarrow B}
حيث أن منطقة صغيرة في الفضاء الكلي E تبدو كمنطقة صغير في فضاء الجداء B × F. هنا هو فضاء القاعدة بينما F هو فضاء الليف. كمثال بأخذ E هي فضاء الجداء B × F، مزودة بالتطبيق π = pr1 (المسقط إلى الإحداثي الأول)، تكون حزمة ليف. وتدعى الحزمة المبتذلة.

## وصلات خارجية
- إيريك ويستاين، حزمة ليفية، ماثوورلد Mathworld (باللغة الإنكليزية).